# Andrena tsukubana
Andrena tsukubana är en biart som beskrevs av Hirashima 1957. Andrena tsukubana ingår i släktet sandbin, och familjen grävbin. Inga underarter finns listade i Catalogue of Life.